# Over 21
Over 21 ist eine US-amerikanische Filmkomödie aus dem Jahr 1945 und die Verfilmung des gleichnamigen Bühnenstücks von Ruth Gordon mit Irene Dunne in der Hauptrolle. Regie führte Charles Vidor.

## Handlung
Max Wharton, der nicht mehr ganz junge Redaktionschef des New York Bulletin beschließt in einem Anfall von Patriotismus, seinen Job hinzuwerfen und sich als Freiwilliger bei der US-Army zu melden. Weder sein Verleger Robert Gow noch seine Ehefrau Paula „Polly“ Wharton, eine erfolgreiche Drehbuchautorin und Kolumnistin, sind von der Entscheidung wirklich begeistert. Am Ende entscheidet sich Paula, dass ihr Platz neben Max ist und folgt ihm nach Florida, wo die Grundausbildung stattfinden soll. Sie mietet ein kleines Häuschen neben dem Armeestützpunkt und versucht nach Kräften, die Moral von Max aufzurichten, der sich außer Stande sieht, all die vielen Details der Ausbildung zu behalten. Nicht ganz ernsthaft nimmt sie ihn mit der Bemerkung hoch, das Gehirn könne ab dem 21. Lebensjahr ohnehin kaum noch etwas Neues aufnehmen. Die nächsten Wochen vergehen wie im Fluge und Paula findet rasch Freunde unter den Offizieren. Ihre liberalen Ansichten werden allerdings nicht von allen Anwesenden geteilt und immer wieder muss Max den entstehenden Streit schlichten. Wo sie nur kann, hilft Paula ihrem Ehemann bei den anstrengenden Aufgaben im Rahmen der Ausbildung. Die Dinge verkomplizieren sich, als plötzlich Robert Gow in der Tür steht und damit droht, die Zeitung zu verkaufen, sollte Max nicht wieder zurückkehren. Am Ende lösen sich alle Probleme, indem Paula den Posten bekommt und Max seine Laufbahn als Offizier beginnen kann.

## Hintergrund
Ruth Gordon war nach einigen Nebenrollen, unter anderem als Ehefrau von Edward G. Robinson in Paul Ehrlich – Ein Leben für die Forschung und neben Greta Garbo in Die Frau mit den zwei Gesichtern zu dem Entschluss gekommen, sich ganz auf das Schreiben von Drehbüchern und Bühnenstücken zu konzentrieren. 1944 feierte sie schließlich als Hauptdarstellerin in Over 21 einen persönlichen Triumph am Broadway. Das Filmstudio Columbia Pictures kaufte die Rechte für die Verfilmung für den damals hohen Preis von $ 350.000 und bot die Hauptrolle zunächst Rosalind Russell an, die jedoch ablehnte. Die Wahl fiel schließlich auf Irene Dunne. Die Schauspielerin hatte kurz vorher einen Vertrag über zwei Filme mit Columbia Pictures unterschrieben, deren autokratischer und für seine Vulgaritäten berüchtigte Firmenchef Harry Cohn die Schauspielerin im Gegensatz zu seinen anderen weiblichen Stars nie anders als mit Respekt und Hochachtung behandelte. Der erste Film unter dem Vertrag, die romantische Komödie Modell wider Willen, brachte sie 1944 erneut mit Charles Boyer zusammen und spielte viel Geld an der Kinokasse ein. Wie schon bei Modell wider Willen führte Charles Vidor Regie und übernahm Charles Coburn eine wichtige Nebenrolle. Die männliche Hauptrolle ging an Alexander Knox, der kurz vorher durch die Darstellung von Woodrow Wilson in dem gleichnamigen biographischen Film zu Ruhm gekommen war.
Over 21 beschäftigte sich intensiv mit der Frage nach den veränderten Beziehungen zwischen Männern und Frauen, die sich aus den Anforderungen der Kriegswirtschaft an die Gesellschaft heraus ergaben. Viele Frauen wurden berufstätig und übernahmen verantwortungsvolle Stellungen in Unternehmen und Fabriken. Insoweit ist auch Paula Wharton ein selbständiger Charakter mit eigenen Ideen und Vorstellungen über Politik und die Rolle von weiblichen Armeeangestellten. Die Filmhistorikerin Jeanine Basinger deutete in ihrem Buch A Woman's View: How Hollywood Spoke to Women 1930–1960 die Rolle von Irene Dunne bemerkenswert modern. Nach Aussage von Basinger sei Irene Dunne hier:

„eine Karrierefrau, die die Rolle ihres Ehemanns übernimmt. [Sie] wird sowohl der weibliche als auch der männliche Held der Geschichte. […] Ihr gegenseitiges Scheitern, ihres als Koch, seines als Athlet, sind passend für eine Zeit in der Populärgeschichte, in der die Zuschauer aufgefordert waren, ein Höchstmaß an Toleranz für das Gegenüber aufzubringen. Es war auch eine Zeit, in der Frauen die Arbeit der Männer übernehmen mussten. […].Irene Dunne übernimmt die Aufgaben ihres Ehemanns und er ist stolz auf sie, dass sie es tut. Sie sei, nach seinen Worten, der beste Zeitungsmensch, den es gibt. […] Sie ist zu einem Mann geworden, und das wurde als gut befunden. Aber so etwas ist nur in Kriegszeiten möglich, und nur, weil das Stück von einer Frau geschrieben wurde.“

## Kritiken
Die meisten Kritiker fanden wenig Lob für den Film und bemängelten insbesondere, dass Irene Dunne einfach nur Ruth Gordon nachahme. Ein besonders spitzfindiger Rezensent meinte deshalb:

„Miss Dunne gibt den höchst löblichen Eindruck von Ruth Gordon, die Irene Dunne spielt, die Ruth Gordon spielt.“

Die New York Times befand in ihrem Résumé, der Film sei schlicht und ergreifend „over-Dunne“.